# イ・ホンネ

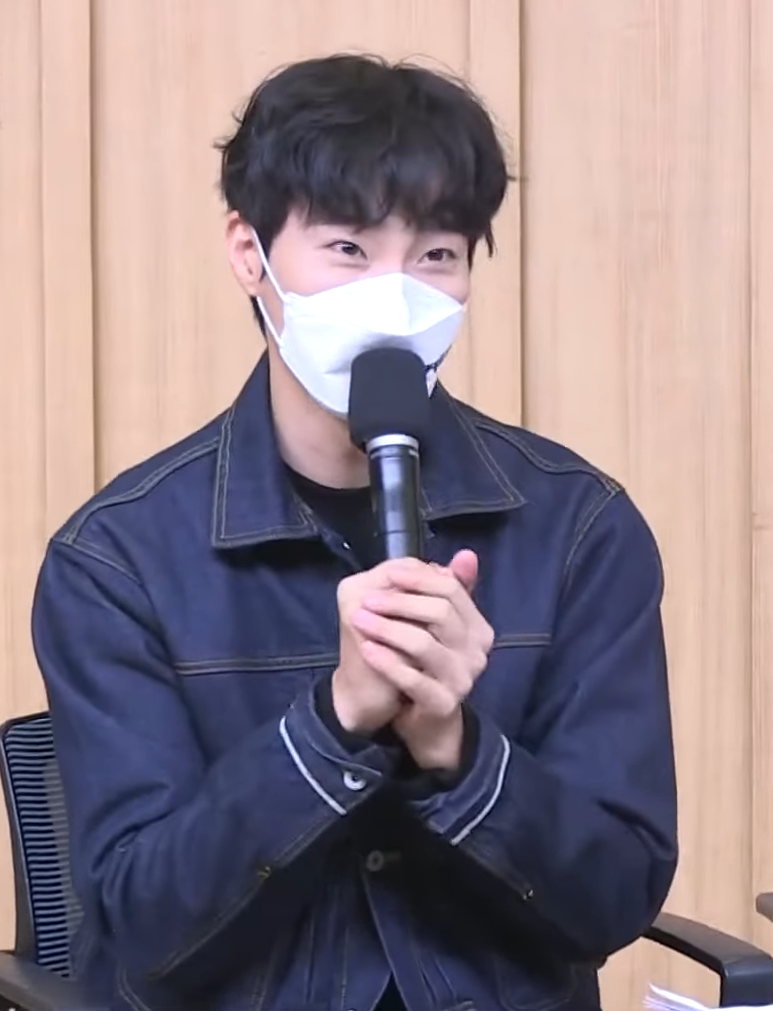
イ・ホンネ（2022年3月）

イ・ホンネ（朝: 이 홍내、1990年1月28日 - ）は、韓国の俳優。VAROエンターテインメント所属。

## 出演作品

### 映画
- 地獄花（2014年） - ジソク 役
- サツジンノサイノウ（2015年） - ヨヌの友達 役
- 偉大な願い（2016年） - ジョギングをする男 役
- マリオネット 私が殺された日（2018年） - セジョンの友達 役
- 上流階級（2018年） - インターン 役
- ドアロック（2018年） - 警察 役
- タチャ ワン・アイド・ジャック（2019年） - ボディーガード 役
- 私のボクサー（2019年） - ファンソ体育館のコーチ 役
- 鬼手（2019年） - 野良犬 役
- 食われる家族（2020年） - 警察官 役
- 国際捜査！（2020年） - パトリックガード 役
- Made in Rooftop（2021年） - ハヌル 役
- スピリットウォーカー（2021年） - オオカミ 役
- 野獣の血（2022年） - アミ 役
- オオカミ狩り（2022年） - ピアス 役
- カウント（2023年） - ドンス 役

### ドラマ
- 君を守りたい ～SAVE ME～（2017年、OCN） - イ・ギョンス 役
- トッコリワインド（2018年、oksusu） - シン・ドユン 役
- トラップ～最も残酷な愛～（2019年、OCN）
- 君のハートを捕まえろ！～Catch the Ghost～（2019年、tvN） - ク・ドンマン 役
- ザ・キング: 永遠の君主（2020年、SBS） - ソク・ホピル 役
- 悪霊狩猟団: カウンターズ（2020 - 2023年、OCN） - チ・チョンシン 役
- 調査官ク・ギョンイ（2021年、JTBC） - ゴヌク 役
- 浪漫ドクター キム・サブ シーズン3（2023年、SBS） - イ・ソヌン 役

### MV
- BTS「Come Back Home」（2017年7月5日）

## 受賞歴
- ブランド顧客ロイヤリティ大賞 シーンスティラー男優賞（2021年、『悪霊狩猟団: カウンターズ』）[2]
- 第41回 韓国映画評論家協会賞 新人男優賞（2021年、『Made in Rooftop』）[3]
- 第58回 百想芸術大賞 映画部門男性新人演技賞（2022年、『野獣の血』）[4]